# جبل الأجبال
جبل الأجبال جبل بالجمهورية التونسية على الشريط الحدودي مع الجزائر، يقع بولاية الكاف ضمن إقليم الشمال الغربي، 15 كلم جنوبي مدينة ساقية سيدي يوسف، حيث يبلغ ارتفاعه 979 م. 

تتنوع التضاريس حول الجبل بين المساحات الزراعية المنخفضة والجبال الشاهقة حيث يتواجد جبل الحرابة 8.7 كلم جنوبه ليمثل اعلى نقطة في المنطقة بحوالي 1095 مترا.

تتميز المنطقة عموما بضعف عدد سكانها حيث تعتبر ساقية سيدي يوسف أقرب مدينة لجبل الأجبال بحوالي 15 كلم إلى الشمال متبوعة بمدينة المراهنة بالقطر الجزائري بحوالي 18 كلم إلى الغرب.

## مواضيع ذات صلة
- جبال تونس
- ولاية الكاف